# Двигун Берка

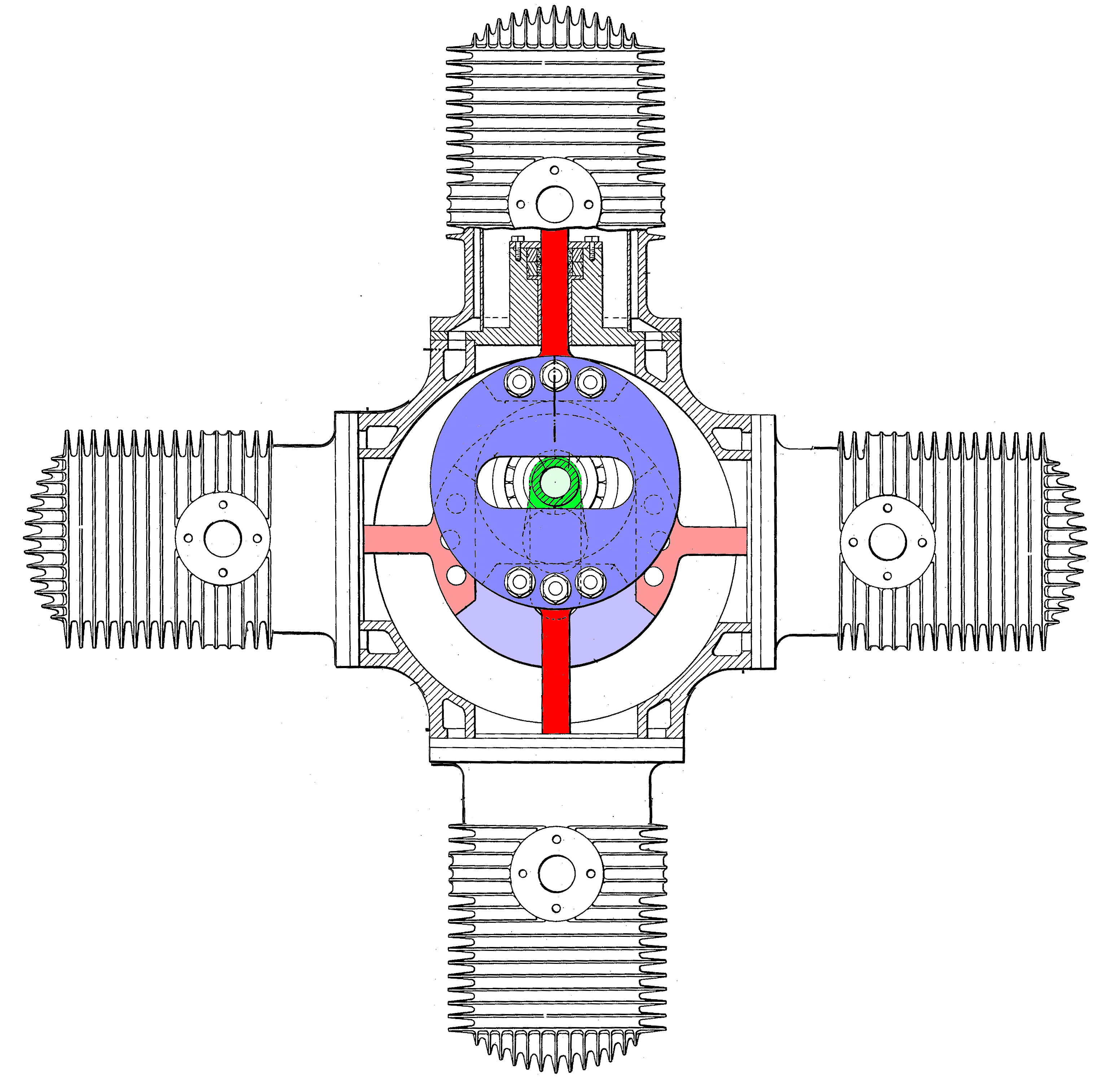
Чотирициліндровий варіант двигуна Берка

Двигу́н Бе́рка (англ. Bourke engine) — конструкція двигуна внутрішнього згоряння, яка була спробою австралійського інженера Рассела Берка у 1920-х роках покращити двотактний двигун внутрішнього згоряння. Незважаючи на те, що він завершив проектування та виготовив декілька робочих двигунів, початок Другої світової війни, відсутність повноцінних результатів випробувань і проблеми зі здоров'ям у його дружини ускладнювали виведення розробки на ринок. Основними заявленими перевагами конструкції було те, що вона має лише дві рухомі частини, малу масу, має два імпульси потужності на оберт і не потребує додавання оливи до пального.
Двигун Берка за принципом роботи є двотактним двигуном, з одним горизонтально розташованим опозитним поршневим вузлом, що використовує два поршні, які рухаються в одному напрямку одночасно, так що їх робота є зміщеною один відносно одного на 180 градусів за фазою. Поршні з'єднані з шотландським механізмом замість звичного механізму на базі кривошипа чи колінчастого валу. Завдяки цьому прискорення поршня є ідеально синусоїдальним. Це змушує поршні проводити більше часу у верхній мертвій точці, ніж у звичайних двигунах. Вхідний заряд паливо-повітряної суміші стискається в компресорній камері під поршнями, як у звичайного двотактного двигуна з картерним продуванням. Защільнення шатуна запобігає забрудненню пального мастильною оливою.

## Принцип роботи

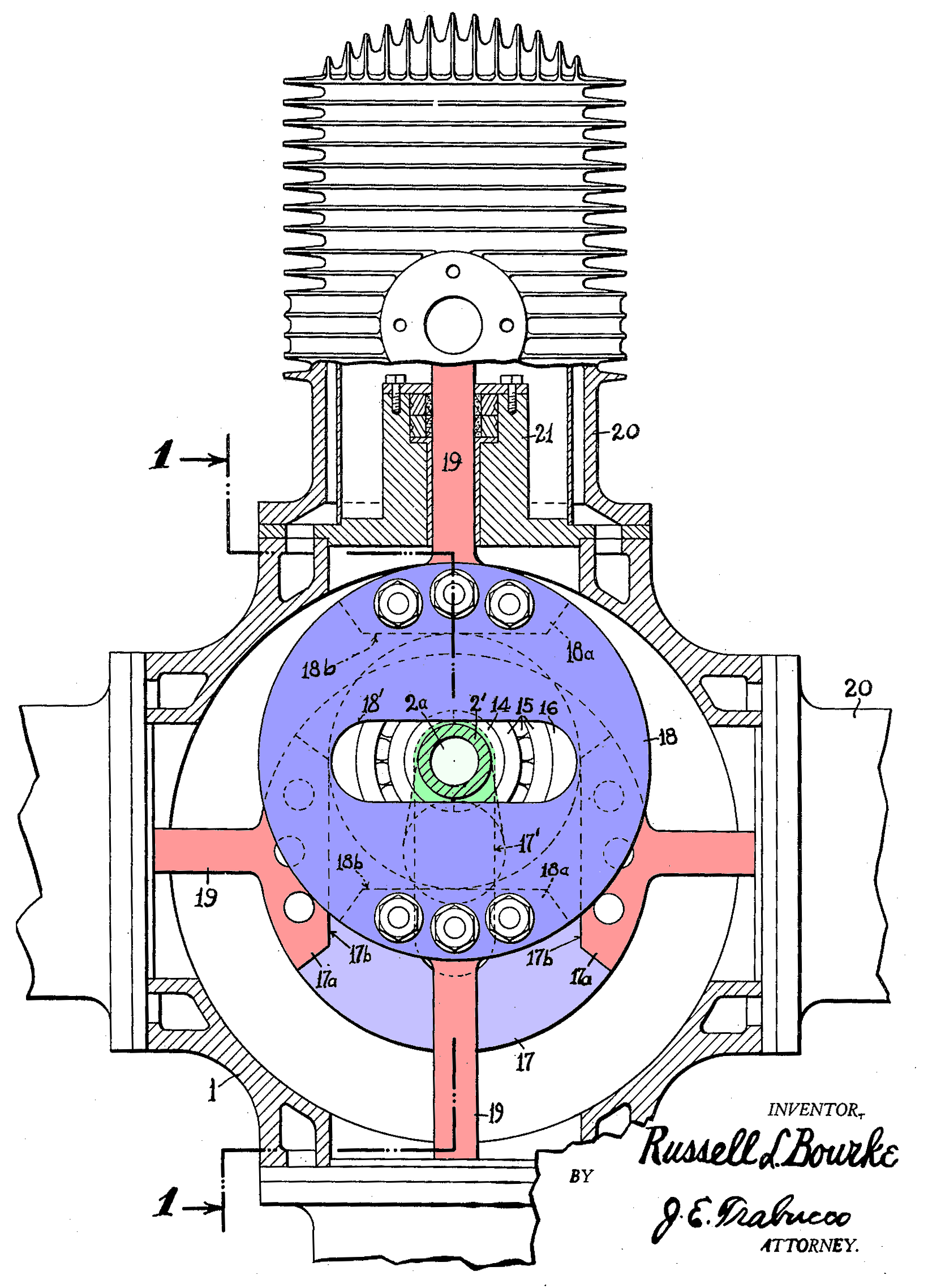
Ілюстрація до патенту US 2172670 A

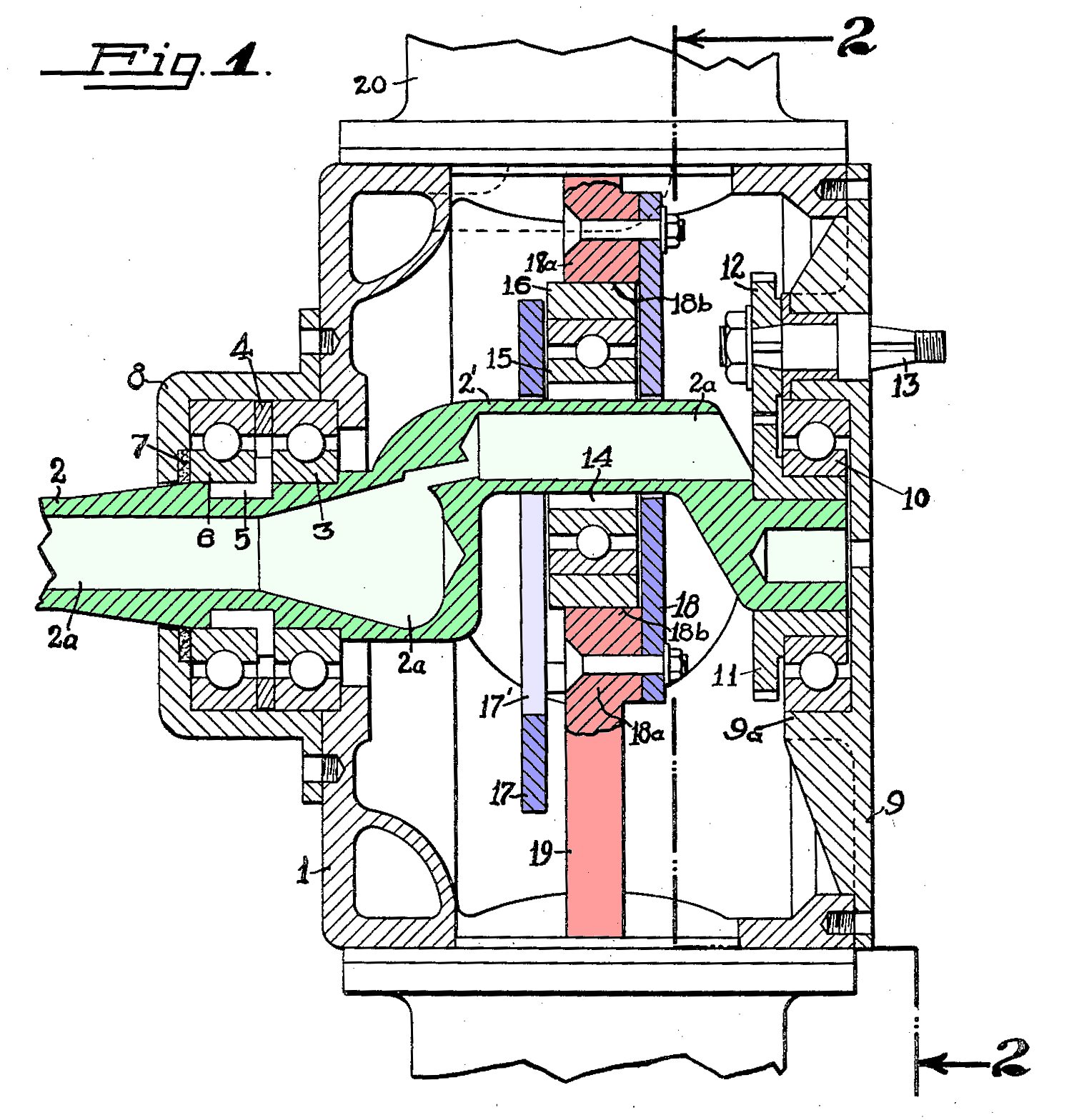
Ілюстрація до патенту US 2172670 A

Анімація роботи 4-циліндрового двигуна Берка

Робочий цикл двигуна Берка дуже подібний до циклу поширеного двотактного двигуна з іскровим запалюванням зі стисненням у картері, з двома особливостями:
1. Пальне впорскується безпосередньо в повітря, яке рухається через впускні порти.
2. Двигун після прогрівання розрахований на роботу без використання іскрового запалювання. Цей принцип ґрунтується на самозайманні (дизелюванні) (англ. diseling), при якому паливо-повітряна суміш займається через її високу температуру від стиснення та/або від розжареного металу в камері згоряння.

## Основні конструктивні ознаки
Слід відзначити такі особливості конструкції двигуна:

### Механічні характеристики
До основних особливостей конструкції двигуна належать такі ознаки:
- для перетворення лінійного руху поршнів в обертання вихідного вала використовується шотландський механізм з лінійно ковзними штоками (замість шатунів у традиційних поршневих двигунах), що дозволило уникнути появи бічних зусиль на поршень, зменшуючи тертя та знос поршня;
- мала кількість рухомих частин (лише два рухомих вузли на пару протилежних циліндрів) і такі опозитні циліндри можна поєднувати, створюючи 2-, 4-, 6-, 8-, 10-, 12-циліндрові конструкції з парною кількістю циліндрів;
- поршень сполучений з шотландським механізмом через підшипник ковзання у вигляді самоустановного гідродинамічного підшипника;
- використано механічне впорскування пального;
- впускні/випускні вікна замість клапанів;
- легке обслуговування та ремонт з використанням простих інструментів;
- для герметизації стиків було використано защільнювальні кільця типу «O-ring» замість прокладок;
- шотландський механізм забезпечує перебування поршня у верхній мертвій точці (ВМТ) дещо тривалішим, що сприяє повнішому згорянню пального у меншому об'ємі

### Газові потоки та термодинамічні характеристики
- Низька температура вихлопу (нижча за 100 °C), тому металеві компоненти випускної системи можна замінювати пластиковими, якщо це не лімітується вимогами до міцності.
- Можливість змінювати ступінь стиснення у широких межах (від 15:1 до 24:1) відповідно до різних видів пального та режимів роботи.
- Паливо випаровується, коли воно впорскується в передавальні порти, а турбулентність у впускних колекторах і форма поршня над кільцями забезпечує перемішування паливо-повітряної суміші у камері згоряння.
- Повніше згоряння сприяє зростанню ефективності та зменшує шкідливі викиди.

### Мащення
- У цій конструкції використовуються сальники, щоб запобігти потраплянню (спричиненому проривом поршневих кілець чи просто від згоряння паливо-повітряної суміші у двотактному варіанті) забруднень із камери згоряння до оливи у картері, що продовжує термін служби оливи. так як вона втрачається повільно за умови, що кільця будуть працювати в умовах мащення. Було показано, що олива витрачається повільно, але перевіряти її кількість і чистоту Рассел Берк як розробник все ж таки рекомендував.
- Мастильна олива в картері захищена від забруднень з камери згоряння використанням ущільнень на штоку.
- До поршневих кілець олива надходить через невеликий живильний отвір у стінці циліндра в районі розташування поршня у нижній мертвій точці.

## Заявлені та виміряні показники
Коефіцієнт корисної дії: заявлено питому витрату пального у 0,25 (фунт/год)/к.с. — приблизно стільки ж, як у кращого дизельного двигуна, або приблизно удвічі менше, ніж у кращих двотактних двигунів. Це відповідає термодинамічній ефективності 55,4 %, що є надзвичайно високим показником для невеликого двигуна внутрішнього згоряння. У випробуванні за участі третьої сторони фактична питома потужність становила 1,1 к.с./(фунт/год) або питома витрата пального 0,9 (фунт/год)/к.с., що відповідає термодинамічній ефективності близько 12,5 %, що є характерним для парового двигуна 1920-х років. Випробування двигуна «Vaux» об'ємом 30 кубічних дюймів, виготовленого близьким співробітником Берка, показало витрату пального 1,48 фунта/(к.с. год) та 0,7 (фунт/год)/к.с. при максимальній потужності.
Відношення потужності до маси: двигун «Silver Eagle» видавав 25 к.с. при масі 45 фунтів або питому потужність 0,55 к.с./фунт. Крупніший двигун об'ємом 140 кубічних дюймів видавав 120 к.с. при 125 фунтах, що приблизно відповідало 1 к.с. / фунт. Модель H видавала 60 к.с. при масі 95 фунтів, тобто питома потужність становила 0,63 к.с./фунт. Повідомлялось, що двоциліндровий двигун об'ємом 30 кубічних сантиметрів виробляє 114 к.с. при 15000 об/хв маючи масу 38 фунтів, що давало неймовірні 3 к.с./фунт. Однак 30 куб. дюймова копія від «Vaux Engines» видавала усього 8,8 к.с. при 4000 об/хв, навіть після значної переробки. Інші джерела стверджують, що від 0,9 до 2,5 к.с./фунт, хоча жодних випробувань, що підтверджували б ці високі значення незалежними свідками не зареєстровано. Верхнє значення цього діапазону приблизно удвічі краще ніж у найкращого чотиритактного серійного двигуна, або на 0,1 к.с./фунт краще, ніж у двотактного G58. Нижня межа нічим не примітна, її легко перевершують серійні чотиритактні двигуни, не кажучи вже про двотактні.
Викиди: за опублікованими результатами випробуваньпрактично відсутні вуглеводні (80 ppm) чи монооксид вуглецю (менше 10 ppm), однак для цих результатів не була вказана вихідна потужність, а концентрацію оксидів азоту (NOx) не вимірювали. Двигун заявлявся як спроможний працювати на водні або будь-якому вуглеводневому пальному без жодних модифікацій і викидами якого є лише водяна пара та діоксид вуглецю.

## Критика двигуна Берка з інженерної точки зору
Двигун Берка має досить цікаві особливості конструкції але висловлені суперечливі думки щодо його вищої порівняно з аналогами продуктивності навряд чи можна підтвердити реальними випробуваннями.
1. Тертя в ущільненні по штока між камерою компресора повітря і картером буде знижувати ККД двигуна[13].
2. Ефективність знизиться від насосних втрат, так як заряд повітря стискається і розширюється двічі, але енергія отримується лише в одному з розширень за один хід поршня[14][15].
3. Маса двигуна, ймовірно, буде більшою, так як слід забезпечити міцність конструкції при високих пікових тисках, що виникатимуть у результаті швидкого високотемпературного згоряння[16].
4. Кожна поршнева пара є суттєво розбалансованою, оскільки два поршні рухаються в одному і тому ж напрямі одночасно, на відміну від опозитного двигуна. Це обмежить діапазон швидкостей а, отже, і потужність двигуна, а також приведе до збільшення його маси, пов'язаного із зрівноваженням конструкції[17].
5. Високошвидкісні двотактні двигуни є зазвичай неефективними порівняно з чотиритактними двигунами, оскільки частина заряду, що засмоктується виходить не спаленою разом з вихлопом[18].
6. Використання надлишкового повітря зменшує крутний момент, що міг би розвивати двигун даного об'єму[19].
7. Швидке витіснення вихлопних газів через невеликі порти додатково приведе до зниження ефективності[20].
8. Експлуатація двигуна внутрішнього згоряння під час детонації знижує ефективність через втрату тепла від газів згоряння, що взаємодіють зі стінками камери згоряння ударними хвилями[21].
9. Хоча деякі випробування показали низькі викиди це не означає що вони були такими ж на повній потужності. По мірі зростання ступеня ефективності газообміну у циліндрі (а отже і крутного моменту двигуна) буде виділятись більше вуглеводнів і CO[22].
10. Зростання часу витримки у ВМТ спричинить передавання більшої кількості тепла стінкам циліндра, що знизить ефективність[23].
11. При роботі в режимі самозаймання час початку горіння контролюється робочим станом двигуна, а не безпосередньо як при іскровому запаленні або дизельному двигуні. Отже, його можна оптимізувати для одного робочого стану, але не для широкого діапазону крутних моментів і швидкостей, які зазвичай спостерігається у двигуна. В результаті — зменшиться ККД та зростуть шкідливі викиди.
12. Якщо ККД високий, то температури згоряння повинні бути високими, як того вимагає цикл Карно, а паливо-повітряна суміш має бути бідною. . Високі температури згоряння та бідні суміші призводять до утворення діоксиду азоту.

## Патенти
Рассел Берк отримав патенти Великої Британії, США та Канади на двигун у 1939:
- GB514842[24]
- U.S. Patent 2 172 670 in 1939.[25]
- CA381959.[26]